# Tinh vân Mân Khôi
Tinh vân Mân Khôi hay Tinh vân Nơ thắt Hoa Hồng (còn được biết đến với tên viết tắt NGC 2237 và C 49) là một vùng H II lớn có dạng gần tròn nằm ở biên của một đám mây phân tử khổng lồ trong chòm sao Kỳ Lân.
Tinh vân có đường kính góc 1.3 ° và nằm cách hệ Mặt Trời vào khoảng 1600 pc (khoảng 5200 năm ánh sáng). Kích thước thật của tinh vân vào khoảng 100 năm ánh sáng.
Tại tâm của tinh vân Nơ thắt Hoa Hồng là một cụm sao mở sáng gọi là NGC 2244, một vùng các sao khổng lồ xanh OB2 thuộc về một phần của chòm sao Kỳ Lân, phát ra các tia cực tím làm kích thích khí trong tinh vân khiến cho tinh vân trở lên đỏ tối. Các nhà thiên văn học cho rằng gió sao của các ngôi sao loại O và B tạo ra một áp lực lên các đám mây liên sao, gây ra một sự nén các đám khí này, và hệ quả là tạo nên sự hình thành cho các ngôi sao mới, với bằng chứng là đã quan sát được rất nhiều khối cầu Bok (mầm để hình thành một ngôi sao) trong tinh vân này.

## Thư viện ảnh

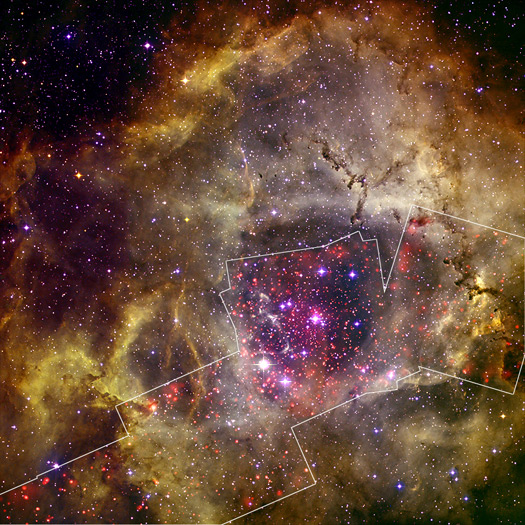
Hình ảnh quang học và X-quang của Tinh vân Mân Khôi
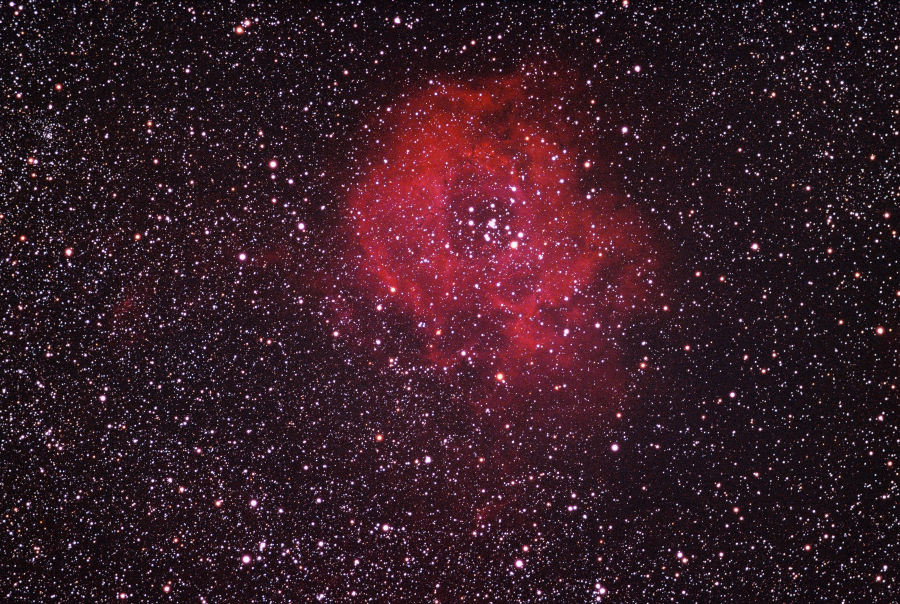
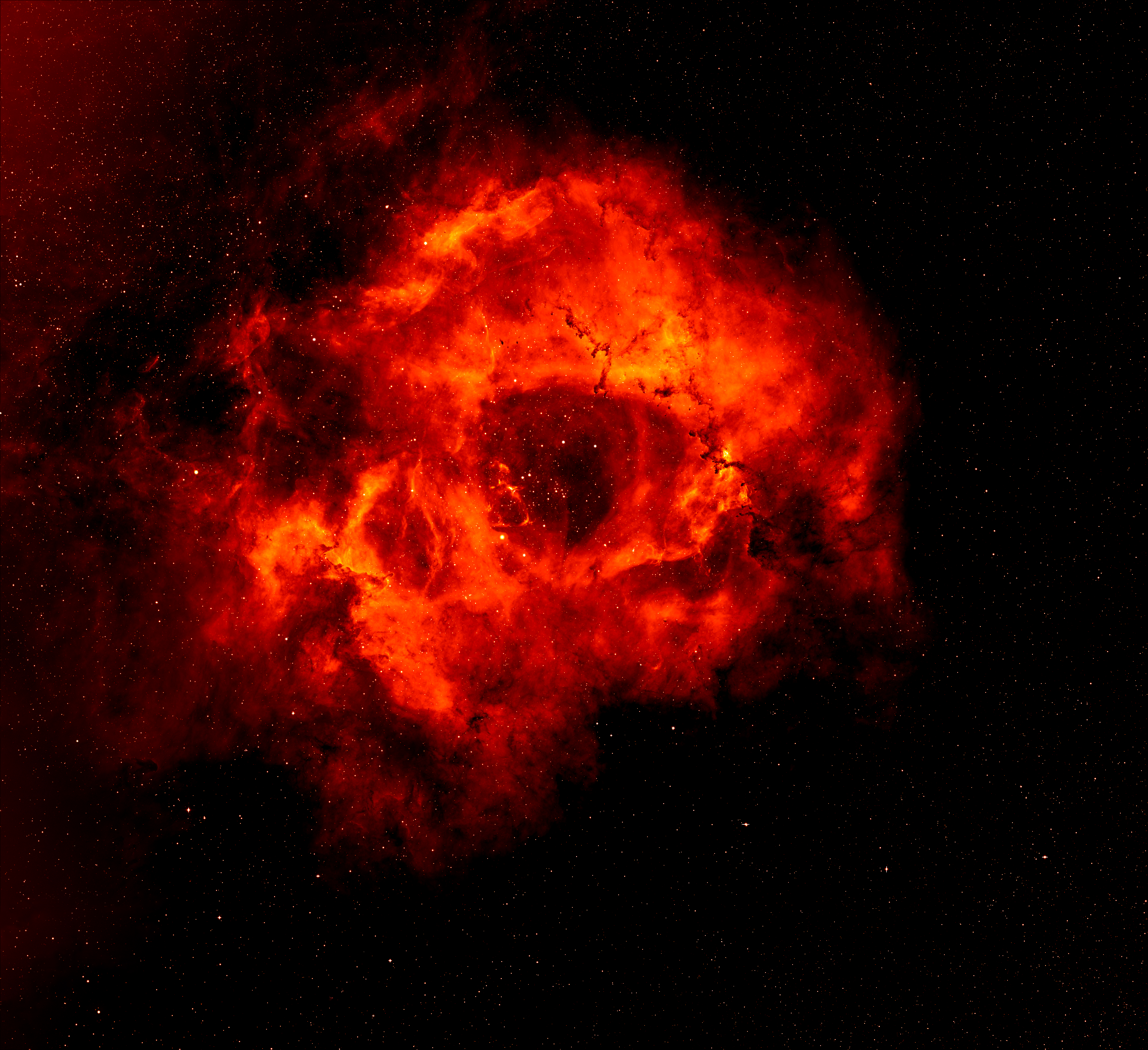
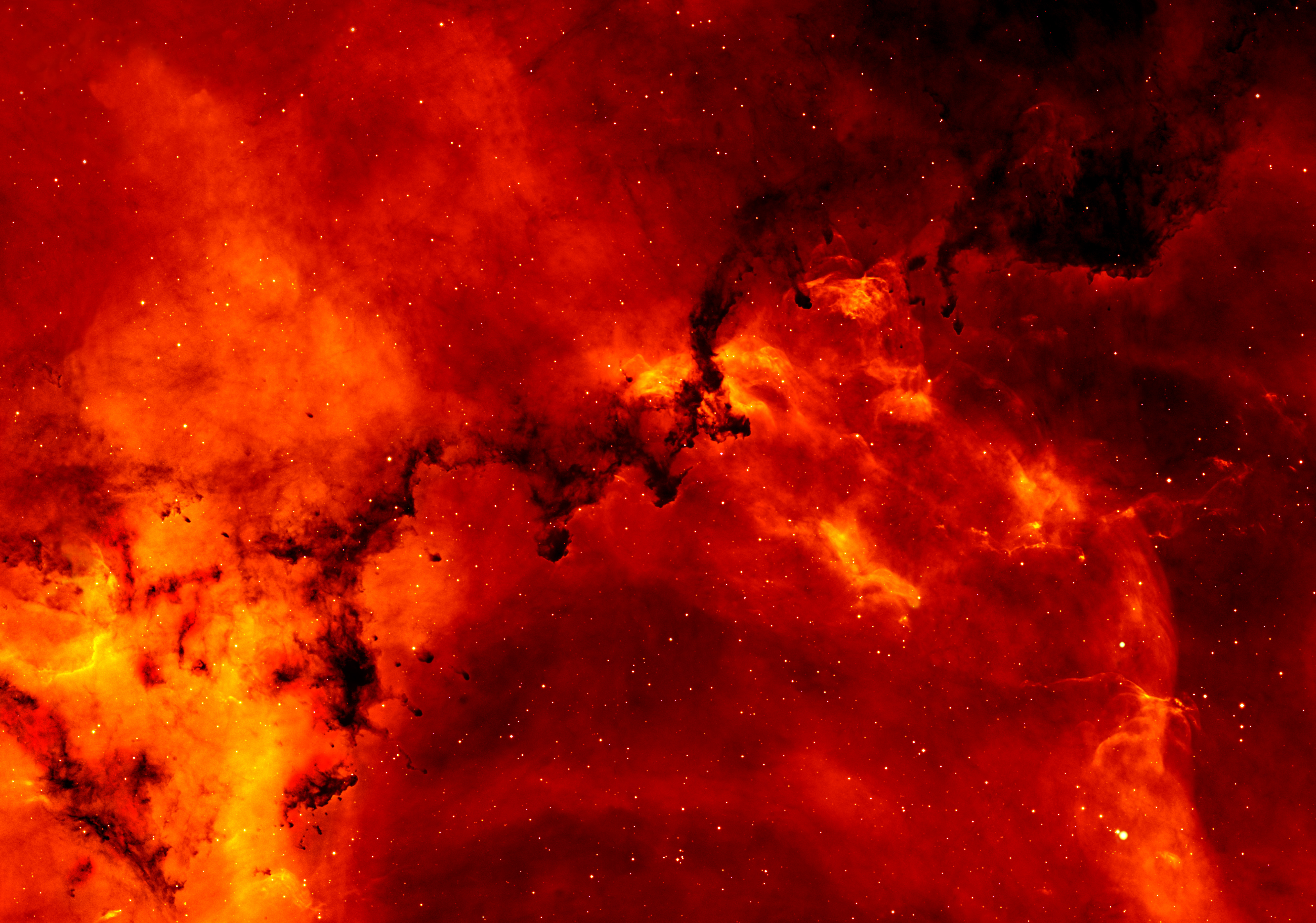
Tinh vân Mân Khôi nhìn gần
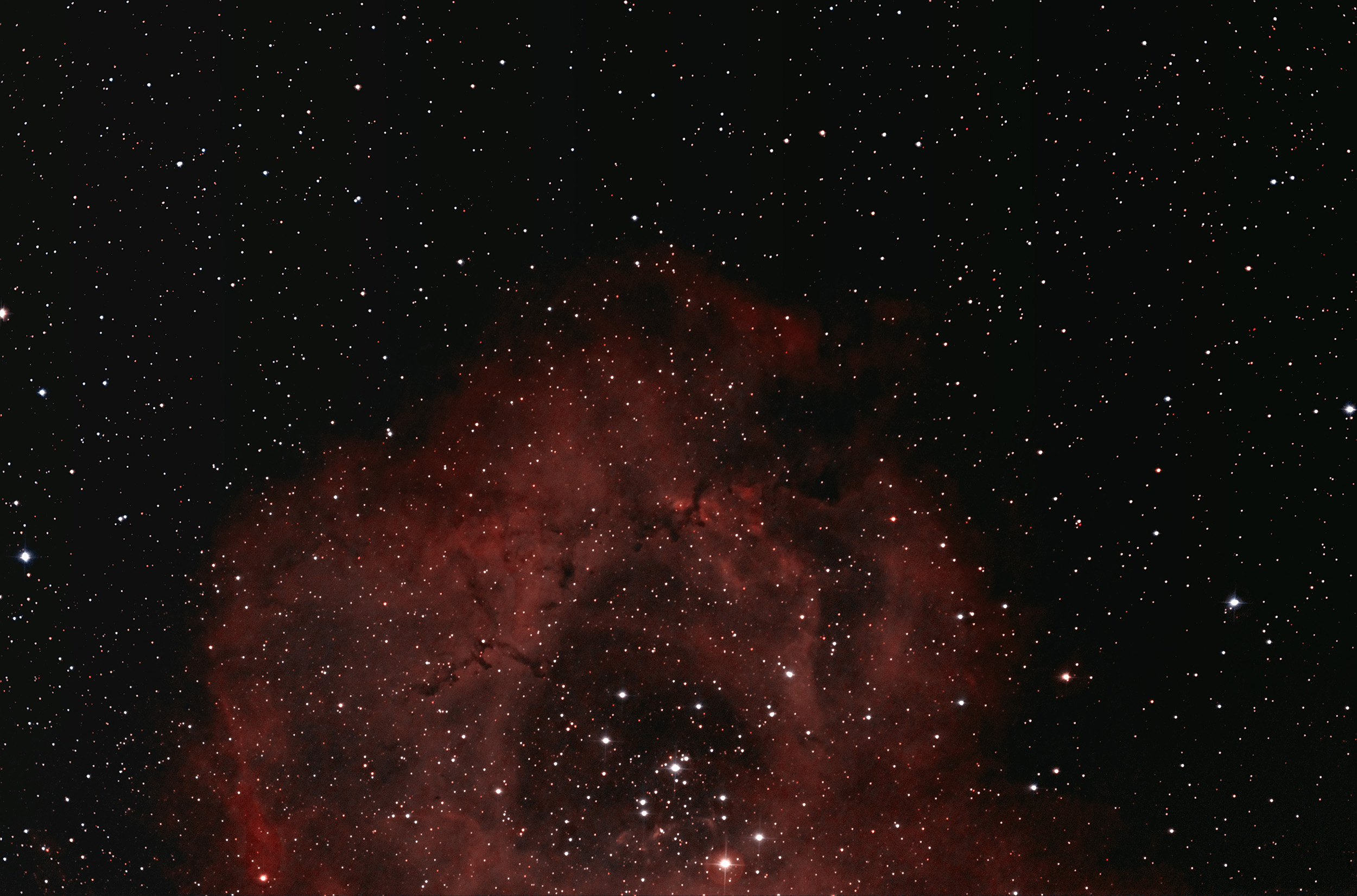